# Speedwell Motor and Engineering Company

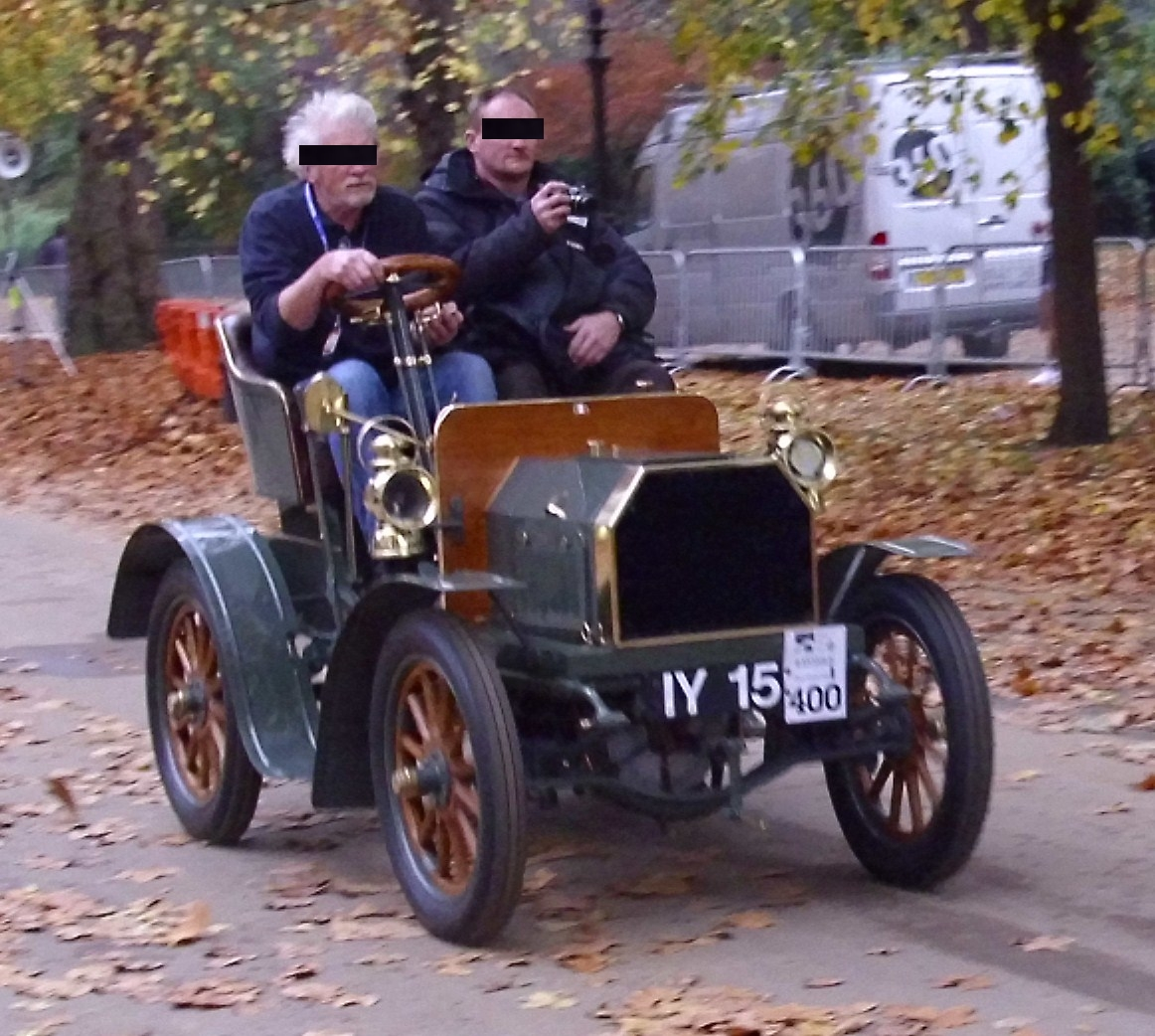
Speedwell von 1904

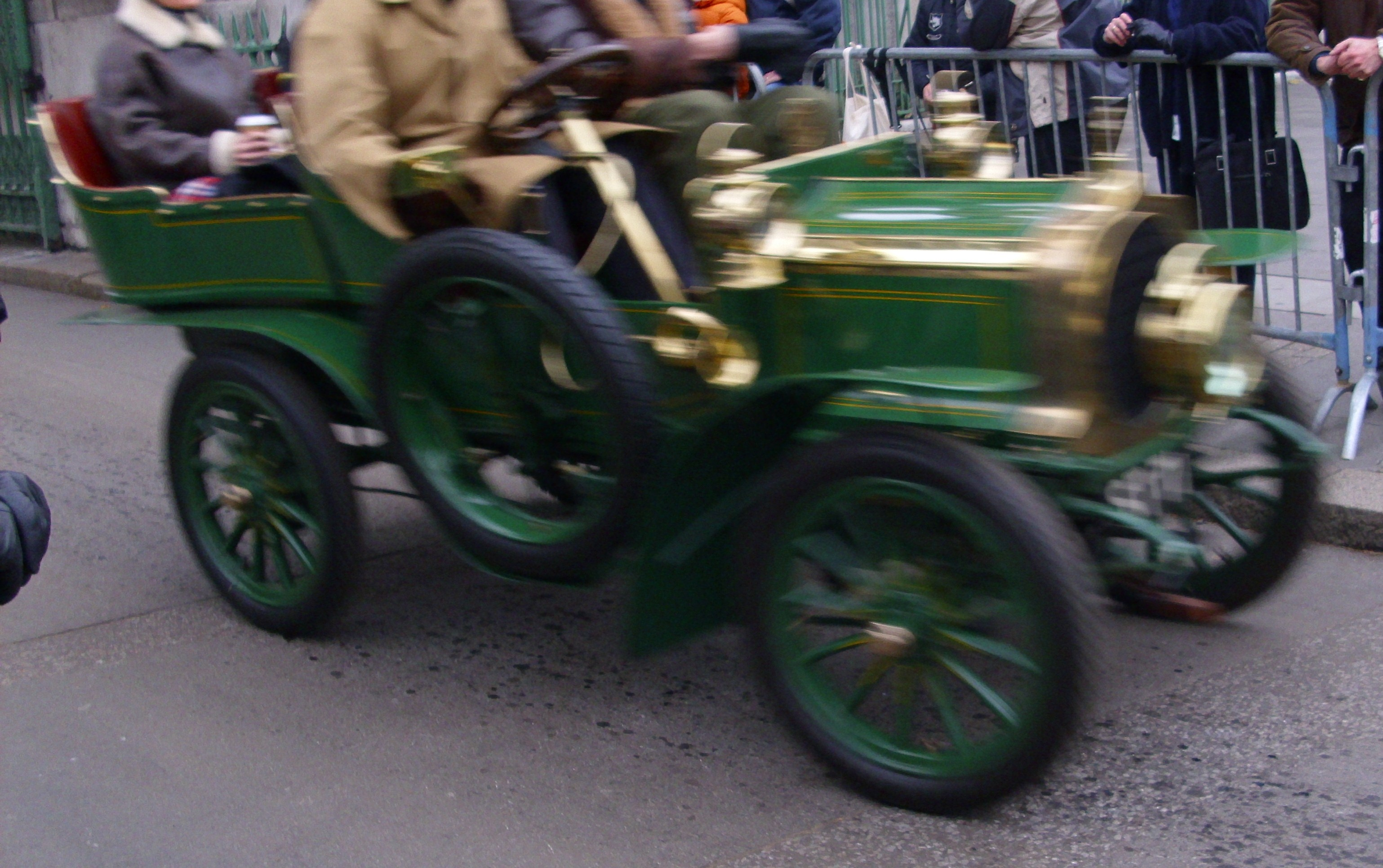
Speedwell von 1904

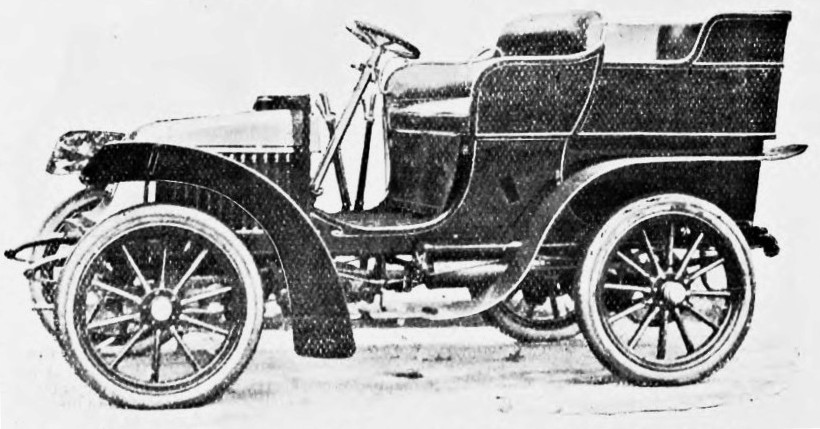
Speedwell 9 HP von 1903

Speedwell Motor and Engineering Company war ein britischer Hersteller von Automobilen.

## Unternehmensgeschichte
Das Unternehmen begann 1900 in Reading mit der Produktion von Automobilen. 1906 erfolgte die Umbenennung in New Speedwell Motor Company Limited und der Umzug nach London.
Etwa 1908 wurde die Produktion eingestellt.

## Fahrzeuge
1903 gab es die Modelle 6 HP mit einem Einzylinder-Einbaumotor von De Dion-Bouton mit 699 cm³ Hubraum und 9 HP mit Einzylindermotor mit 1032 cm³ Hubraum, ab 1904 das Vierzylindermotor-Modell 25 HP mit 4084 cm³ Hubraum. 1905 folgten die Modelle 10/12 HP mit Zweizylindermotor mit 1961 cm³ Hubraum und 14/16 HP mit Vierzylindermotor mit 2497 cm³ Hubraum. 1906 gab es den 18/22 HP mit Vierzylindermotor mit 3922 cm³ Hubraum und 1907 das Sechszylindermodell 40 HP mit 7413 cm³ Hubraum. Im letzten Produktionsjahr bestand das Angebot aus den Vierzylindermodellen 25 HP mit 4942 cm³ Hubraum, 24/30 HP mit 4849 cm³ Hubraum, 30/35 HP mit 5322 cm³ Hubraum sowie dem Sechszylindermodell 45/60 HP mit 7273 cm³ Hubraum.
Zwei Fahrzeuge dieser Marke nehmen gelegentlich am London to Brighton Veteran Car Run teil.